# Euphorbia damarana
Euphorbia damarana är en törelväxtart som beskrevs av Leslie Larry Charles Leach. Euphorbia damarana ingår i släktet törlar, och familjen törelväxter. Inga underarter finns listade i Catalogue of Life.

## Bildgalleri

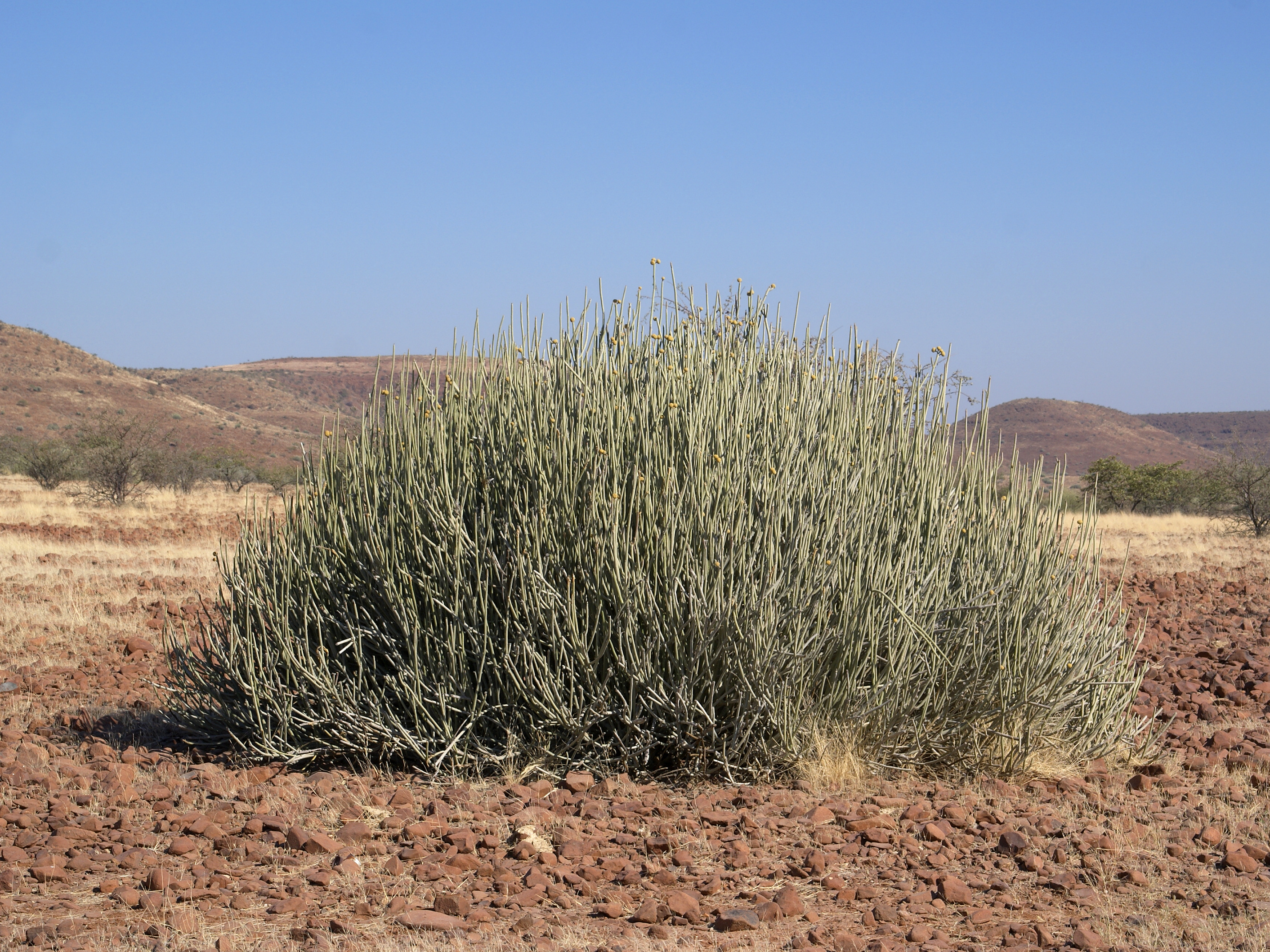
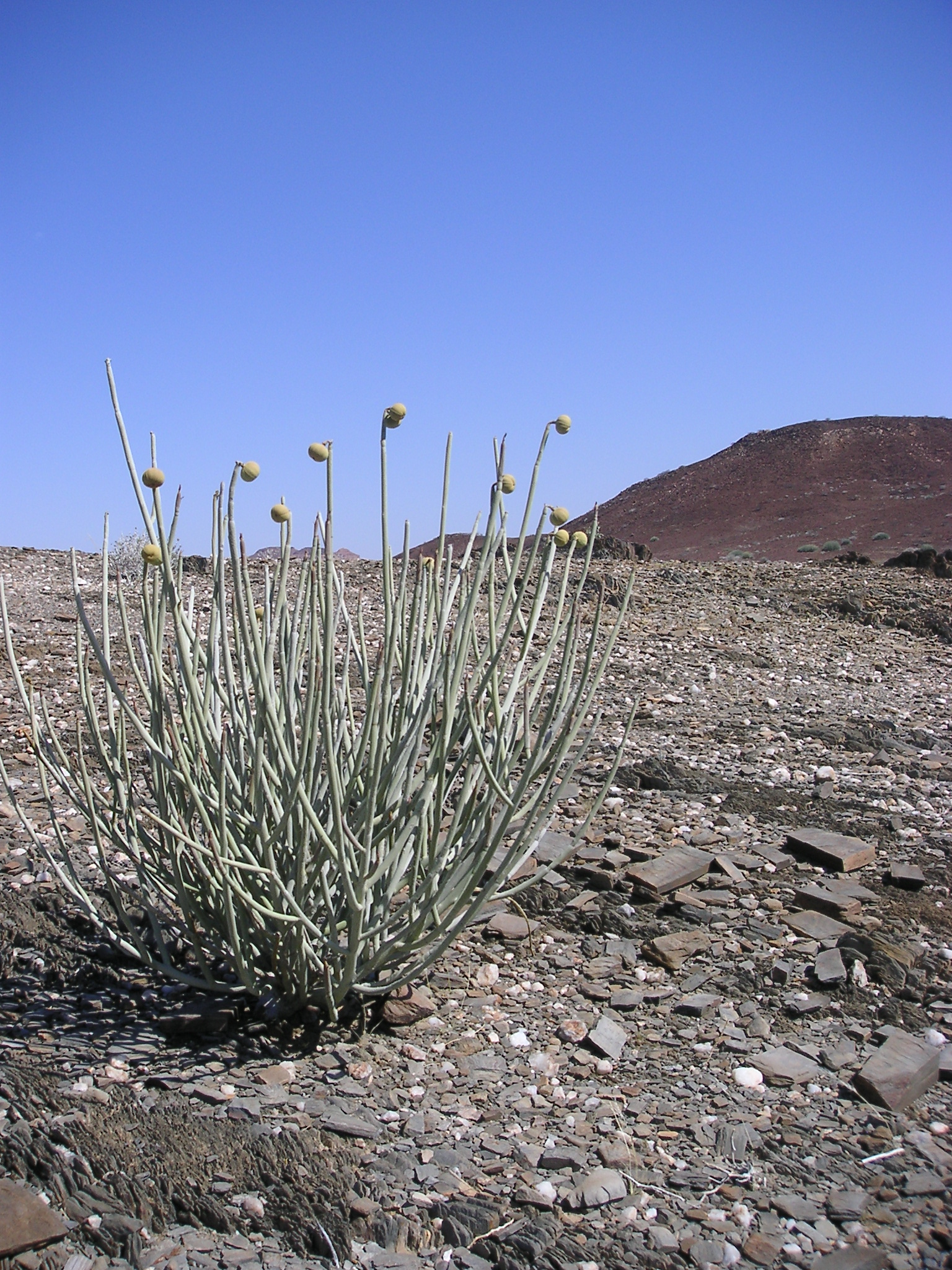
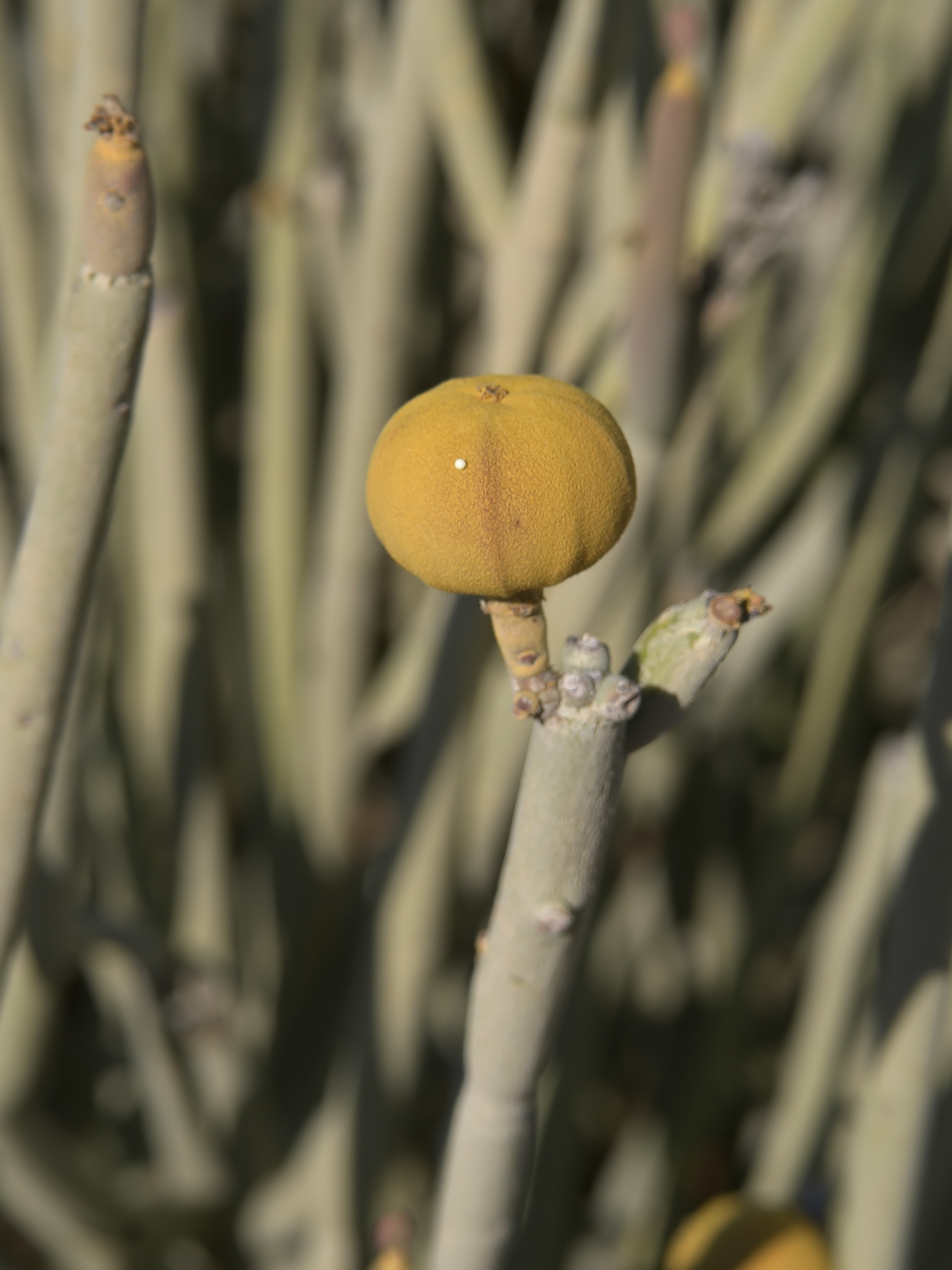
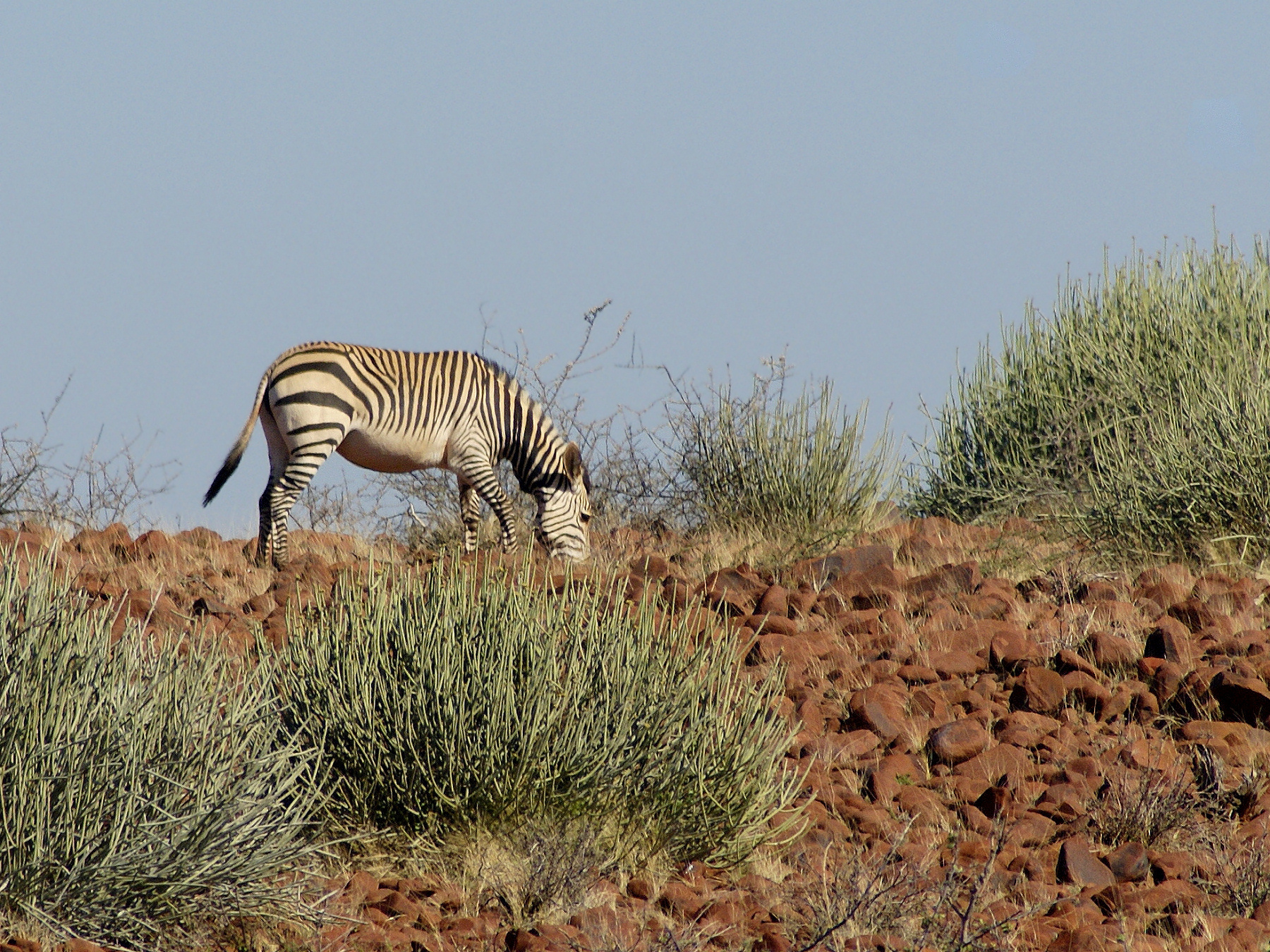
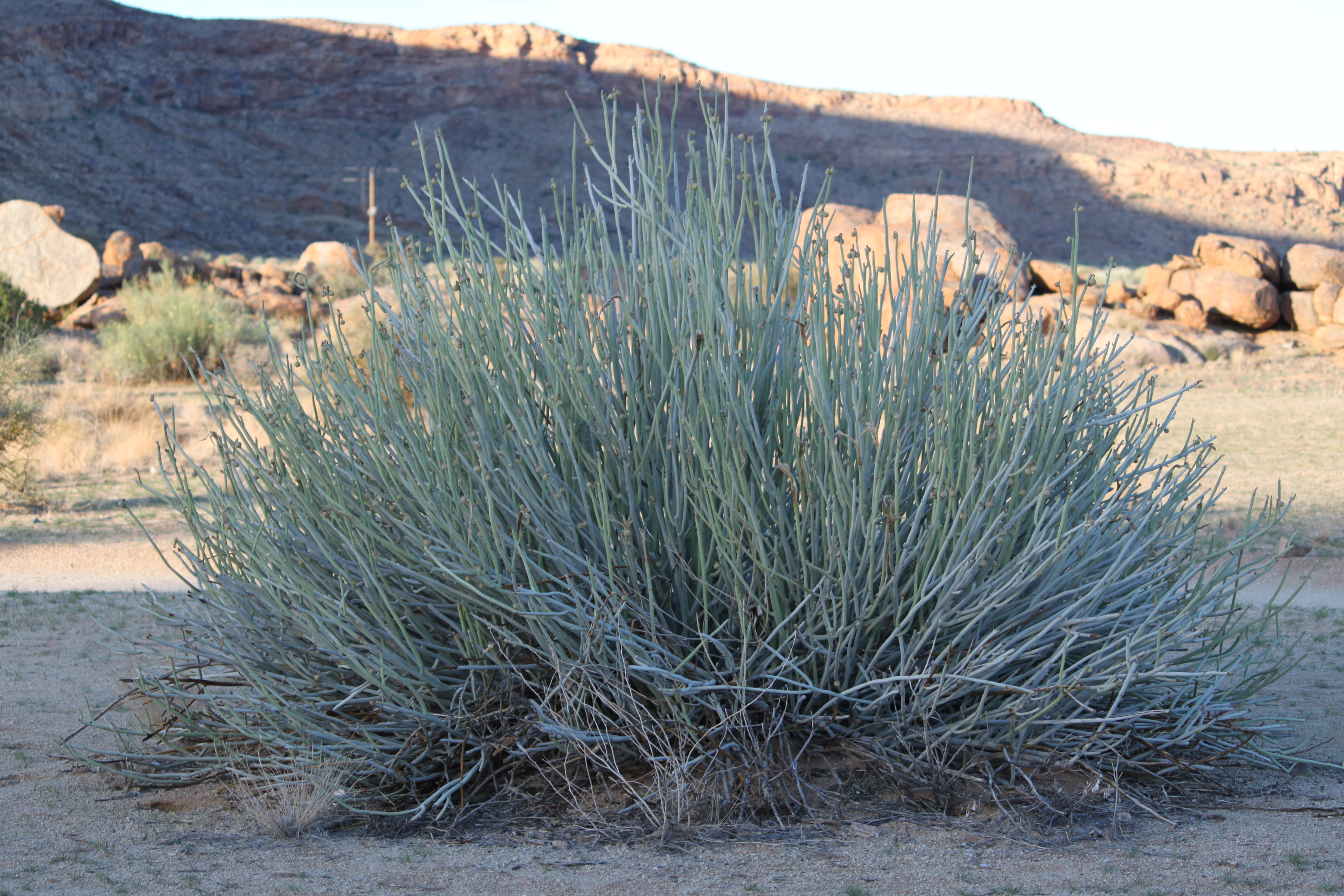
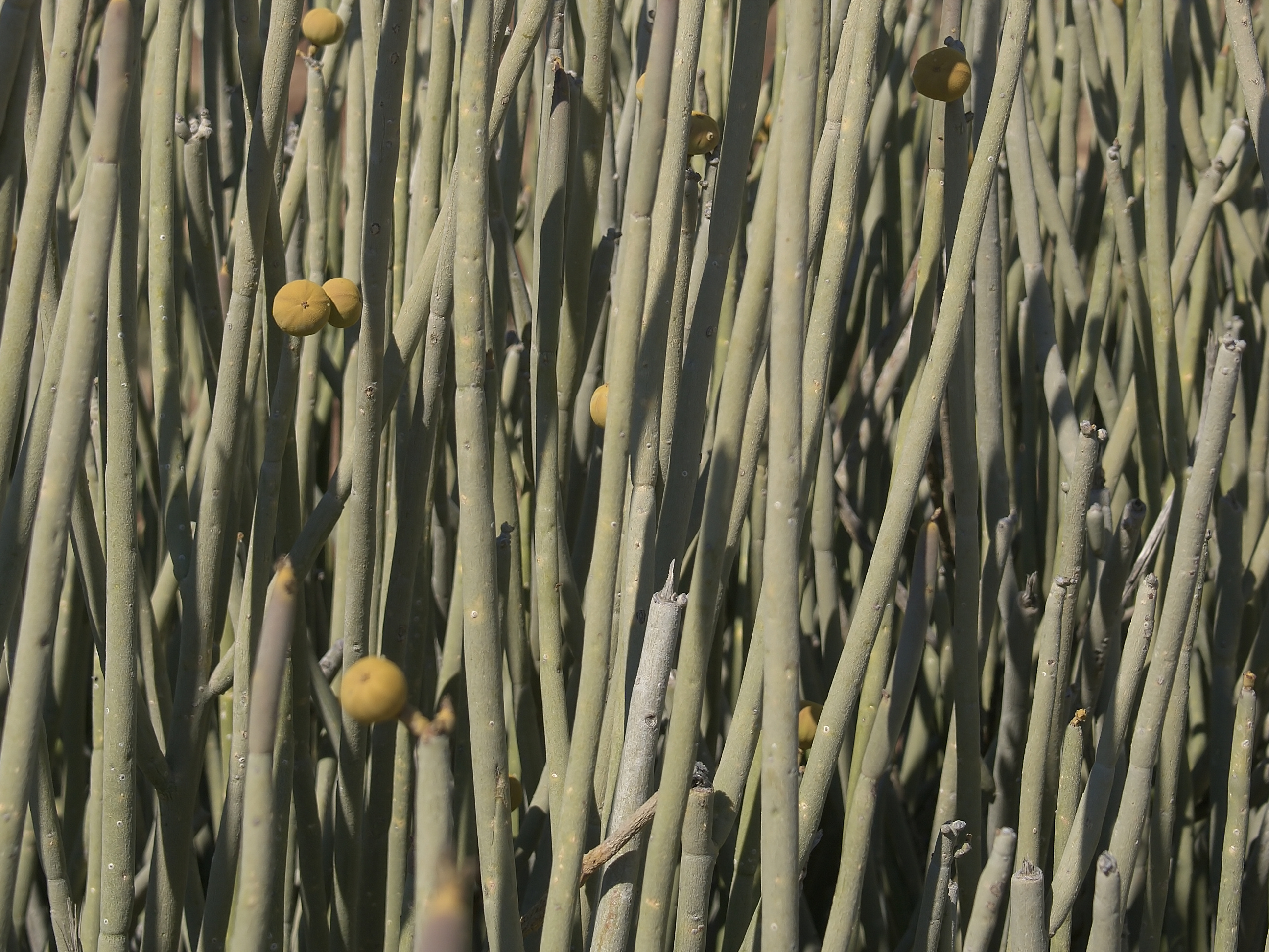